# Rhaeticus (krater księżycowy)
Rhaeticus – krater uderzeniowy, który leży na równiku Księżyca, na południowo-wschodnim brzegu Sinus Medii. Na północnym zachodzie znajduje się krater Triesnecker, a na południu znajdują się resztki krateru Hipparchus.
Zewnętrzna ściana krateru Rhaeticus jest bardzo zniszczona. Ściana najmniej jest naruszona wzdłuż wschodniej krawędzi, podczas gdy na północnym zachodzie wznosi się niewiele nad powierzchnią. Na północnym wschodzie tuż obok krateru znajdują się szczeliny. Również w południowo-wschodniej ścianie jest mała szczelina. Ogólny kształt pierścienia przypomina sześciokąt, który jest nieznacznie wydłużony w kierunku północ-południe. Wnętrze zostało zalane lawą.

## Satelickie kratery
| Rhaeticus | Szerokość | Długość | Średnica |
| --------- | --------- | ------- | -------- |
| A         | 1,8° N    | 5,2° E  | 11 km    |
| B         | 1,7° N    | 6,8° E  | 6 km     |
| D         | 0,9° N    | 6,2° E  | 7 km     |
| E         | 0,1° S    | 6,0° E  | 5 km     |
| F         | 0,1° S    | 6,5° E  | 18 km    |
| G         | 1,0° N    | 6,4° E  | 6 km     |
| H         | 1,0° S    | 5,4° E  | 6 km     |
| J         | 0,7° S    | 3,2° E  | 4 km     |
| L         | 0,2° N    | 3,6° E  | 14 km    |
| M         | 1,0° N    | 3,8° E  | 7 km     |
| N         | 1,2° N    | 4,2° E  | 12 km    |